# Acanthemblemaria crockeri
Acanthemblemaria crockeri es una especie de pez del género Acanthemblemaria, familia Chaenopsidae. Fue descrita científicamente por Beebe & Tee-Van en 1938.
Se distribuye por el Pacífico Central Oriental: golfo de California. La longitud total (TL) es de 6 centímetros. Habita en áreas rocosas poco profundas y su dieta se compone de zooplancton, invertebrados bentónicos y pequeños peces. Puede alcanzar los 60 metros de profundidad.
Está clasificada como una especie marina inofensiva para el ser humano.